# Norden Frères

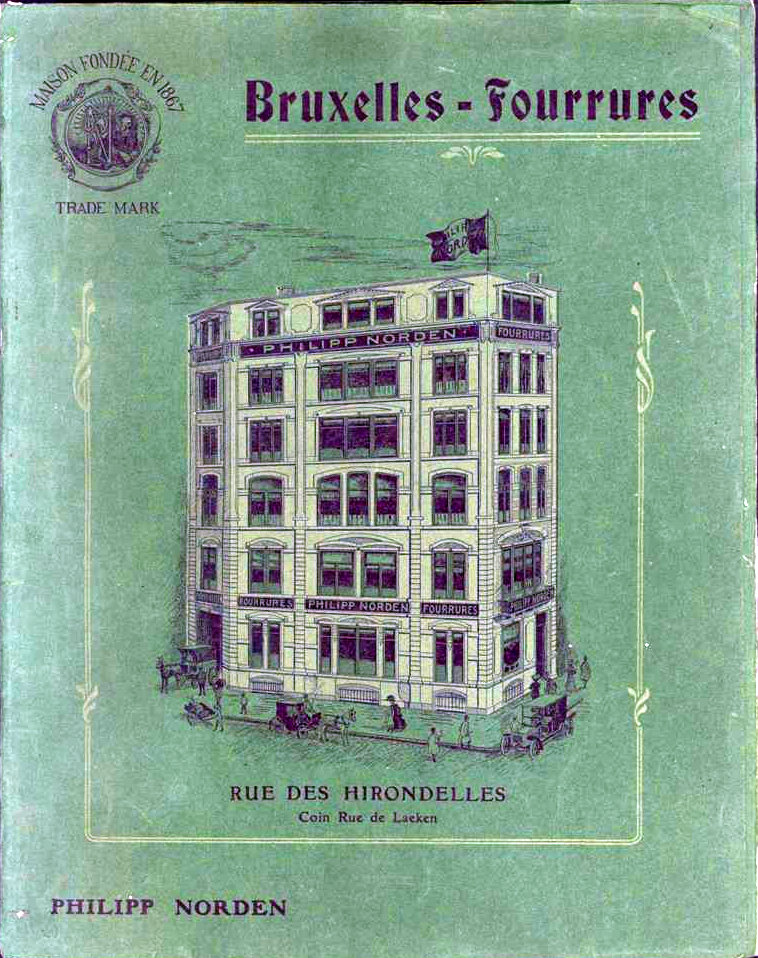
Das Geschäftshaus in Brüssel, rue des Hirondelles, Ecke rue de Laeken 1900

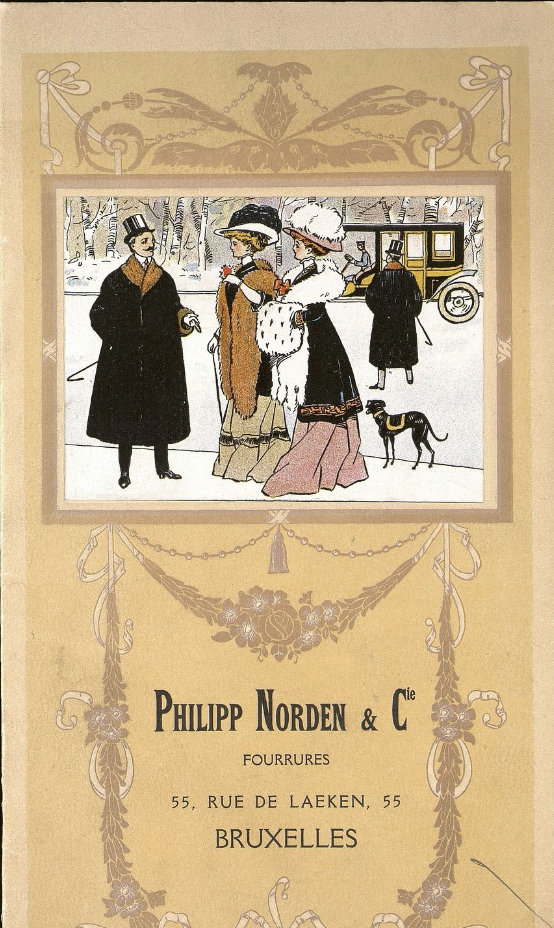
Katalog Philipp Norden & C^{ie}, 1909/10

Die Firma Norden Frères entstand aus einem in Deutschland gegründeten und bald nach Belgien übergesiedeltem Pelzkonfektionsunternehmen. Der Vorgängerbetrieb war bereits einer der größten des Pelzmarkts zu Beginn des 19. Jahrhunderts. Philipp (Philippe) Norden (* 1849) gehörte mit zu den Gründern der Berliner Pelzkonfektion.

## Firmengeschichte
Bereits der Gründer Philipp Norden besaß ein gutes, erfolgreiches Pelzunternehmen mit großen Umsätzen, gegründet 1867. Belgien versprach vor dem Ersten Weltkrieg (1914 bis 1918) sehr gute Erfolgsaussichten, und so übersiedelte er mit seiner Firma nach Brüssel, wo bereits einige Unternehmen der Branche ansässig waren. Eine auffallende Konzentration deutscher Pelzhändler entstand in der Innenstadt.
Im Jahr 1879 zog Philipp Norden mit seiner Familie weiter nach Amerika. Im Mai 1883 meldet er in den USA einen Taschenmuff zum Patent an. Später kehrte er nach Deutschland zurück und eröffnete in Berlin einen Betrieb in einer Geschäftspassage. Der Rauchwarenkaufmann Alfred Hammerschmidt berichtete, dass sein Schwager, der Kaufmann Louis Senger, etwa vor 1880 in der Firma Norden & Senger Pelzkonfektion betrieben hat und später alleiniger Inhaber wurde. In den 1890er Jahren immigrierte Philipp Norden mit seiner Familie nach Brüssel.
Er eröffnete in Brüssel, rue de Laeken 55 (Lakensestraat) ein Pelzunternehmen unter dem Eintrag „Philipp Norden & Cie, Kurt & Arthur Norden“, offizielles Gründungsdatum war der 5. April 1905. Die beiden Söhne Kurt (* 1876 in Lissa; † 31. Dezember 1932 in Berlin) waren bereits aktiv im Betrieb tätig. Kurt war in Brüssel aufgewachsen. Er hatte Jura studiert, dann plötzlich umgesattelt und sich dem Fellhandel zugewandt. Das Unternehmen firmierte unter „Norden Frères, Manufacture des Fourrures“, 1908 wurden die Söhne gleichberechtigte Geschäftspartner. Der Kundenkatalog der Saison 1909/1910 nennt neben dem Brüsseler Haus weitere, gleiche Häuser in Paris, London und Lille, sowie Vertreter in Berlin, Leipzig, Zürich, Lyon und Amsterdam. 1912 inserierte die „Brüsseler Pelzwarenfabrik Norden Frères“ für Berlin unter der Adresse „Spittelmarkt 15, Eingang Niederwallstraße“.
1910 übernahmen die Söhne den Betrieb ganz und nannten sich um in „Norden Frères“. Um das tägliche Geschäft kümmerte sich Kurt Norden. Über Vertreter versuchte das Unternehmen in Frankreich und Deutschland festen Fuß zu fassen. Sie errichteten in Paris eine Zweigstelle, 1905 eine Filiale in der rue Réamur. Größeren Erfolg hatten die Handelsvertreter auch in Großbritannien. Vertreter von Norden Frères besuchten regelmäßig die Leipziger Pelzauktionen. In Leipzig wurde die Firma durch Robert Ehrmann vertreten. Über Ehrmann bekleidete die belgische Firma eine wichtige Funktion des Handels zwischen den beiden Weltmärkten für Pelzfelle, Garlick Hill in London und Leipzig. In Deutschland wurde zudem Adolf Blumenthal fest angestellt, um die dortigen Geschäftsangelegenheiten zu erledigen. In einer Berliner Einschätzung aus dem Jahr 1914 hieß es jedoch, dass Norden Frères nicht mit Berlin konkurrieren könne, sie wären viel zu teuer. Nachdem die Filiale ins Minus geraten war, wurde 1914 beschlossen, sie wieder zu schließen. Das Brüsseler Unternehmen suchte jedoch gezielt in deutschen Fachzeitschriften nach Arbeitskräften.
Im Jahr 1912 wurde in Brüssel unter dem Namen „Emile & Cie.“ ein Detailgeschäft eröffnet. Das Ladenlokal in der rue du Congrès hatte sechs Schaufenster und kostete eine entsprechend hohe Miete. Außerdem kauften sie zur Vergrößerung ihres Geschäftshauses 55, rue des Hirondelles, Ecke rue de Laeken „ein kleines Haus mit etwa vier Meter Ladenfront und sechs Meter Tiefe für 27.000 Franc“. Neben der Firma Emile & Cie. und dem zusätzlichen Platz in der rue de Laeken besaß Norden Frères nach Angabe von Declercq auch die belgische Firma „Mertens und Cie.“ Der Laden von Mertens & Cie. wird in der Buchhaltung von Norden Frères vollständig aufgeführt, was nach Einschätzung von Declercq darauf hindeutete, dass Mertens & Cie. nur wenig Unabhängigkeit von der Muttergesellschaft hatte. Allerdings handelte es sich bei dem Leipziger Stammhaus Mertens & Cie. um ein altes, aus Russland stammendes, sehr bedeutendes Rauchwarenhandelsunternehmen. Im November 1912 notierte Adolf Mummet, ein konkurrierender Rauchwarenhändler: „Kurt Norden, der kaufmännische Leiter der Firma ist verheiratet, die Frau soll 50.000 [Mark] mitgebracht haben, wovon aber nicht mehr viel da sein soll.“
Zu Beginn des Ersten Weltkriegs wurde das Geschäftshaus der deutschstämmigen Inhaber in der rue de Laeken gestürmt, „glücklicherweise ohne allzu großen Schaden angerichtet zu haben. Nach Einzug der deutschen Truppen trat hier eine Ruhe ein, so daß wir nicht mehr für unser Leben zu fürchten hatten.“ Nach einem Einbruch mit einem Schaden von 20.000 Franc im Jahr 1916 stand das Unternehmen 1919 kurz vor dem Konkurs und wurde unter Zwangsverwaltung gestellt. Der meiste Erlös zur Abdeckung der Schulden wurde durch den Verkauf von Immobilien erzielt, die Aktiva nahm die Familie nach Deutschland mit. Der Verkauf ihres persönlichen Eigentums erbrachte 30.000 Franc. Arthur und Kurt Norden fochten die Zwangsverwaltung nicht an und zeigten keine Absicht, nach Belgien zurückzukehren.

## Kurt Norden, Berlin
Kurt Norden befasste sich in Berlin nur mit dem Handel von Kaninfellen, die fast ausschließlich in den Export gingen. Anfangs waren das nur Felle, die in Belgien zugerichtet und veredelt worden waren. In der Kriegs- und Inflationszeit hatte jedoch nicht nur die Verwendung von Kanin, sondern gleichzeitig auch der Fortschritt der deutschen Kaninveredlung ganz erheblich zugenommen.
Erst im Pelzhandelszentrum Leipziger Brühl und dann in Berlin arbeitete Kurt Norden teils als Vertreter belgischer Häuser, teils für eigene Rechnung. Im Jahr 1926 war seine Adresse, im heutigen Berlin-Mitte, Kurt Norden, Felle und Rauchwaren, Zimmerstraße 68. Bald beherrschte er vollständig den deutschen Kaninfell-Markt. Übergab man vorher die Bestellungen dem Handelsvertreter, an den dann die Ballen von Belgien nach Deutschland geschickt wurden, führte Norden ein anderes Prinzip ein. Er lagerte große Warenmengen bei sich ein, machte die Abschlüsse mit den Fabrikanten auf eigene Rechnung und lieferte je nach Bedarf aus. Dies war für beide Seiten angenehm. Die belgischen Pelzveredler blieben das ganze Jahr über beschäftigt, und bei den deutschen Pelzproduzenten gab es auch dann keine Stockungen, wenn der Bedarf ungewöhnlich groß wurde.
Vor dem Ersten Weltkrieg wurde vor allem das billigere, weil kleinere belgische Kanin verarbeitet, das für einfache Konfektion und für den Pelzbesatz vorteilhafter war. Kurt Norden erkannte nach dem Krieg als Erster die Bedeutung der aufkommenden deutschen Kaninfellindustrie. Hatte er zeit seines Lebens geringwertige Felle verkauft, trug er jetzt dazu bei, dem neuen hochwertigeren Erzeugnis der Leipziger Pelzveredlungsindustrie den Weg zu bereiten. Er tat dies „mit der ihm innewohnenden Energie“. Mit der „Deutschen Kaninverwertungs-Gesellschaft“ schloss er ein Abkommen, um deren Produkte in Berlin zu vertreiben. Die ausländische Ware führte er weiter, „weil die Stoffkonfektion die billigen Sorten doch nicht entbehren mochte“.
Philipp Manes, der von den Nationalsozialisten ermordete Rauchwarenhändler und Geschichtsschreiber der Pelzbranche beschrieb das Ende von Kurt Norden:

„Ganz gross wurde der kleine, dicke Norden als unumstrittener »König« auf dem Kaninmarkt. Dabei blieb er ein Einzelgänger, schloss sich nicht unserem Kreise an. Sie hielten ihn für ungesellig und stolz, und wenn man mit ihm sprach, musste man dies auch glauben. Er führte eben ein Eigenleben, das sich ganz von dem unsrigen schied. Kinderlos verheiratet neigte er sich ganz anderen Interessen zu. Er verdiente wohl das meiste Geld in Berlin. Aber es reichte nicht aus, um seinen Leidenschaften zu genügen – Spiel – Wetten – Auto.
Kurt Norden führte ein Doppelleben. Am Tage besuchte er die großen Firmen der Stoffkonfektion und verkaufte Kanin. In der Nacht war er eine bekannte Persönlichkeit in den Kreisen, wo man sein Geld »spielend« verdiente. Ungestraft kann kein Geschäftsmann solch ein Leben führen. Und es kam, wie es kommen musste. Es traten Zeiten ein, wo die Einnahmen spärlich flossen, wir alle uns einschränken mussten, wollten wir »oben« bleiben. Norden vermochte dies nicht. Um den grossen privaten Verbrauch zu decken, musste er zu Mitteln greifen, die von vornherein bestimmt waren fehlzugehen. Er suchte grosse Mengen zu jedem Preis an den Mann zu bringen, um Geld zu schaffen, hoffte schnell die Differenzen ausgleichen zu können.
Vergeblich, die Summen waren zu gross, die zu ersetzen waren. Da zeigte er, dass ihm ein Leben ohne Geld nichts wert sei – und er zog den Schlusstrich. Erschossen fand man ihn an seinem Schreibtisch, man schrieb den 31. Dezember 1932.“